# Radomsko (stacja kolejowa)
Radomsko – stacja kolejowa w Radomsku, w województwie łódzkim, w Polsce. Według klasyfikacji PKP ma kategorię dworca regionalnego. 

## Ruch pasażerski[2]
| Rok  | Wymiana pasażerska na dobę | Miesce w Polsce |
| ---- | -------------------------- | --------------- |
| 2017 | 1400                       | bd.             |
| 2018 | 1400                       | bd.             |
| 2019 | 1600                       | 234.            |
| 2020 | 700-999                    | 250.            |
| 2021 | 1200                       | 229.            |
| 2022 | 1700                       | 209.            |
| 2023 | 2200                       | 189.            |
| 2024 | 2300                       | 179.            |

## Dworzec
W 1846 roku wybudowano dworzec Kolei Warszawsko-Wiedeńskiej. 27 października 1935 roku uroczyście otwarto nowy budynek dworca kolejowego wzniesiony według projektu inż. arch. M. Michalskiego. Dworzec w 2011 przeszedł gruntowny remont. Naprzeciwko dworca znajduje się przystanek PKS obsługujący połączenia autobusowe z głównymi miastami południa województwa łódzkiego oraz z gminami powiatu radomszczańskiego takimi jak Lgota Wielka, Kamieńsk czy Przedbórz.

## Połączenia
- Białystok
- Bielsko-Biała
- Bydgoszcz Główna
- Częstochowa
- Gdańsk
- Gdynia
- Gliwice
- Katowice
- Koluszki
- Kraków Płaszów
- Kutno
- Lubliniec
- Łódź Fabryczna
- Łódź Kaliska
- Opole
- Piotrków Trybunalski
- Skierniewice
- Toruń
- Włocławek
- Warszawa Wschodnia
- Wrocław Główny
- Zakopane

## Patron
W 2022 r. dworcowi w Radomsku nadano imię patrona: Stanisława Sojczyńskiego ps. "Warszyc". 

## Galeria

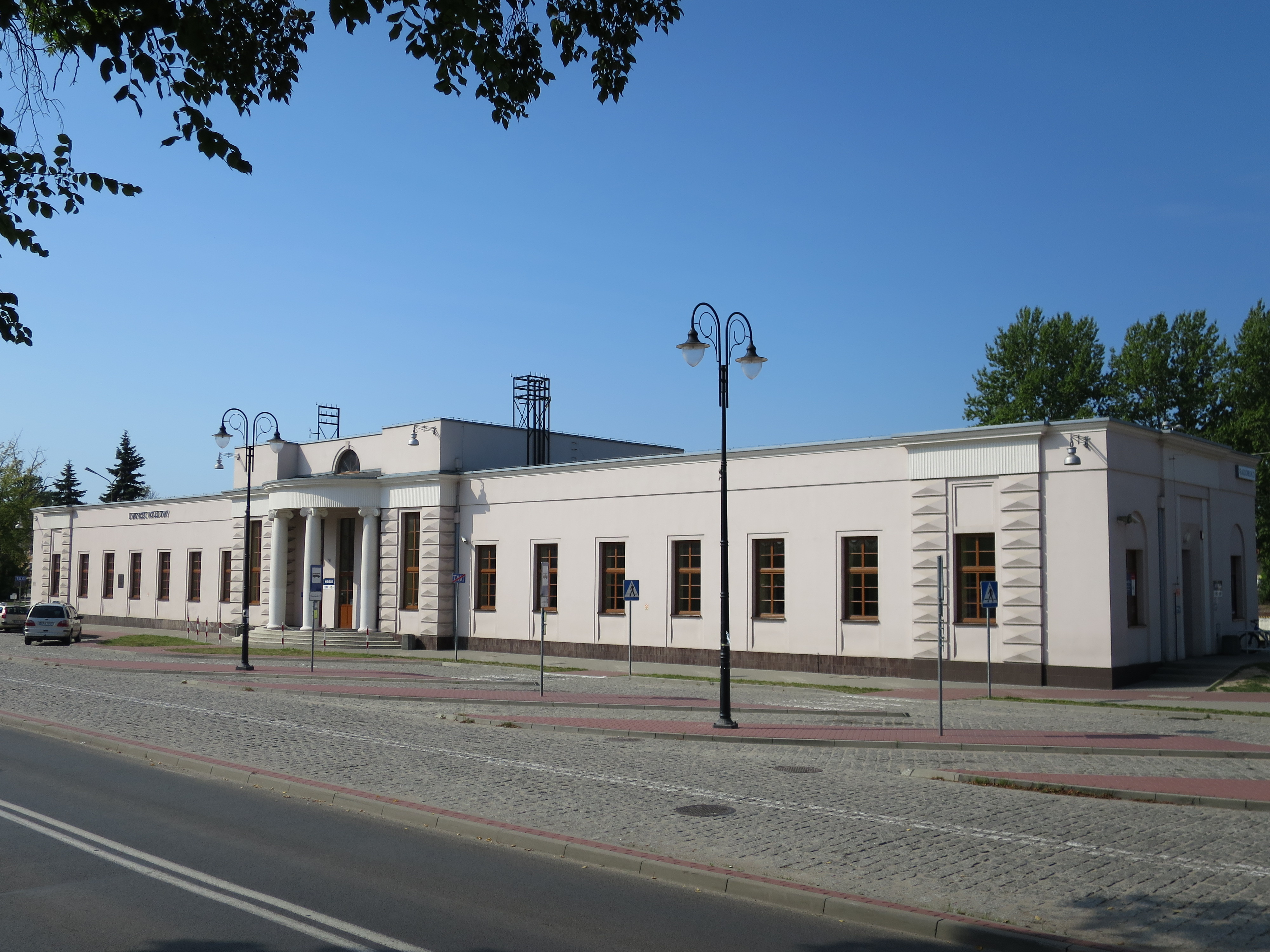
Budynek dworca
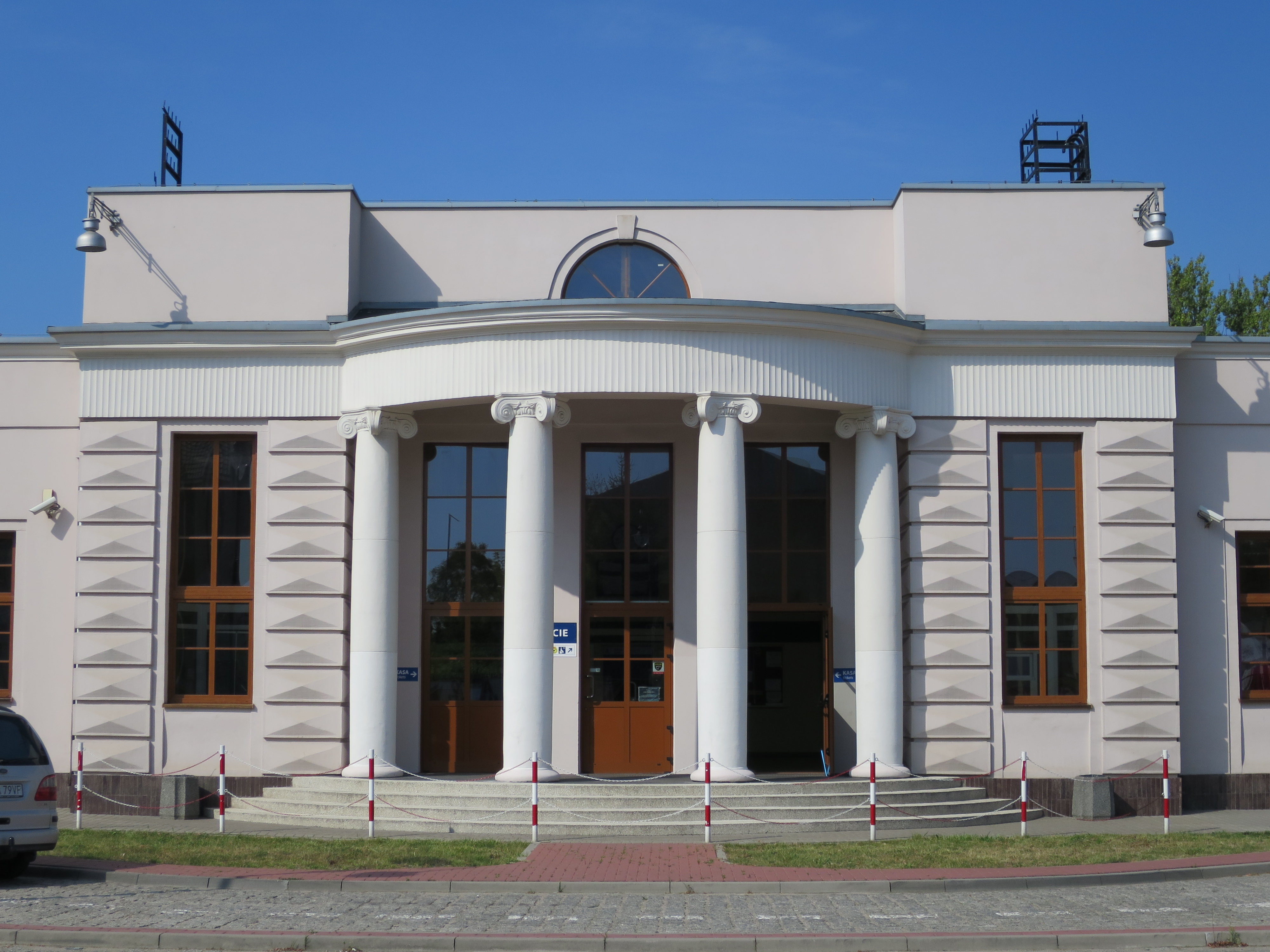
Wejście główne od strony miasta
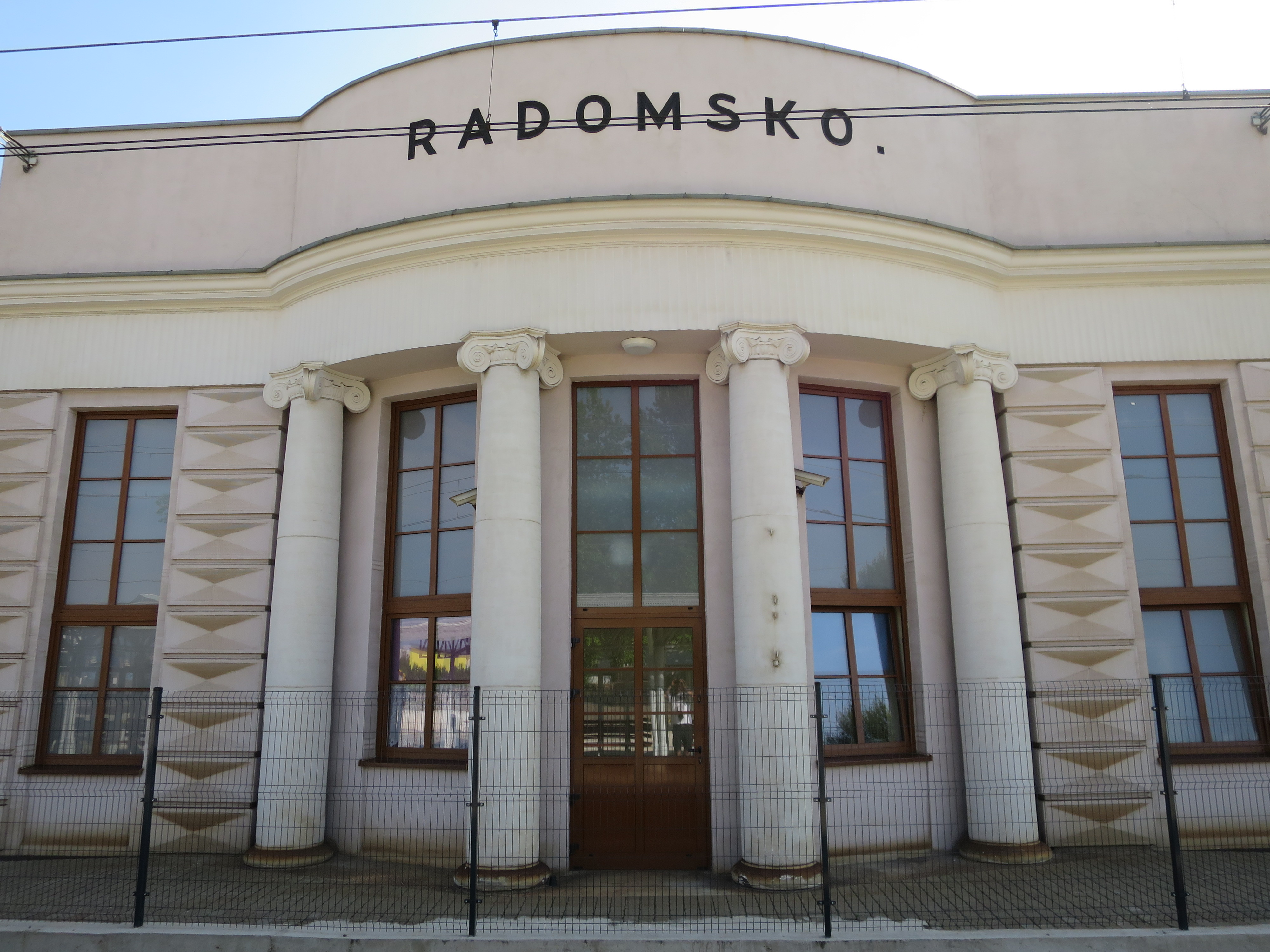
Wejście główne od strony peronów
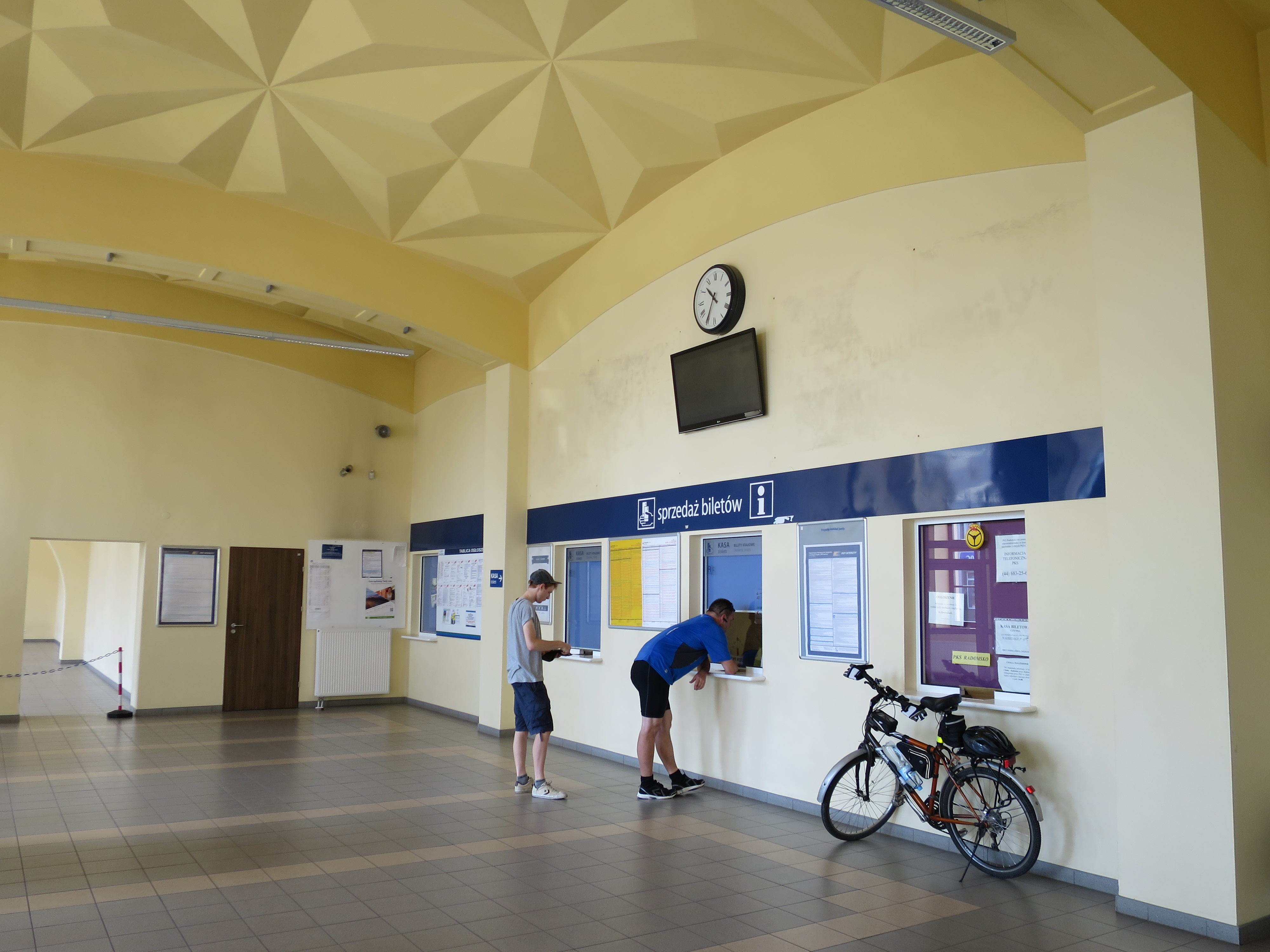
Wnętrze dworca
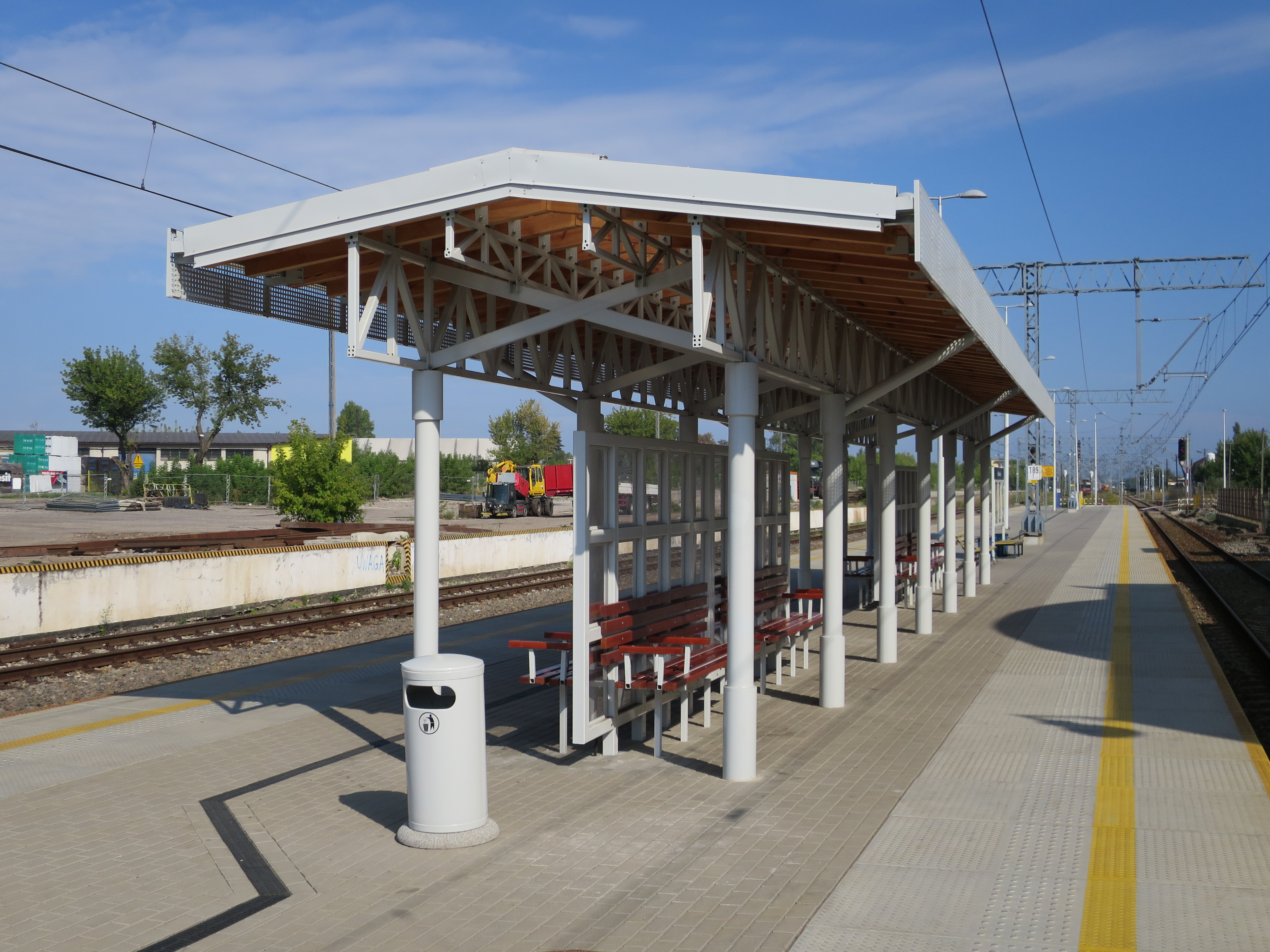
Peron z wiatą
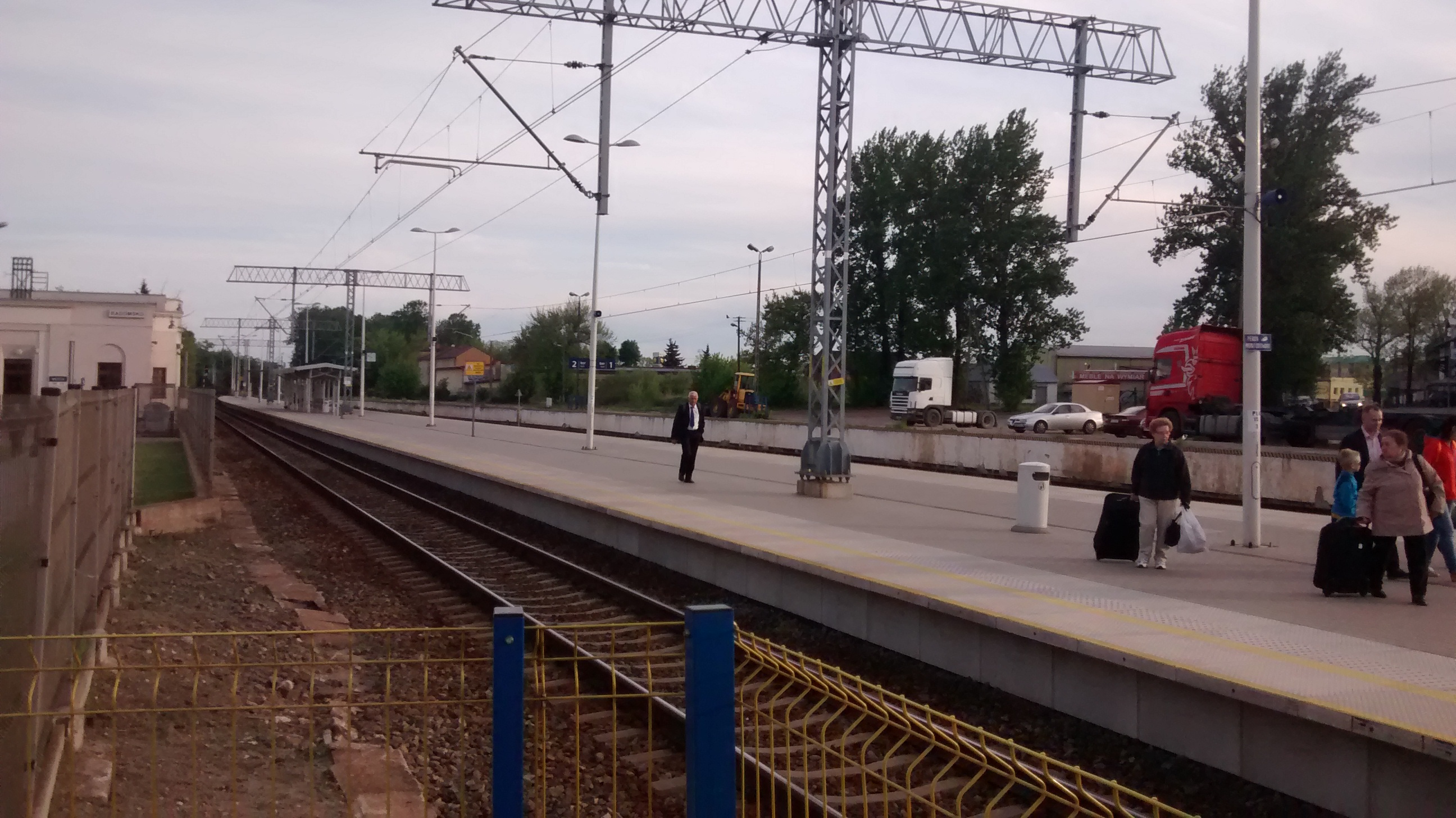
Peron w Radomsku od strony północnej
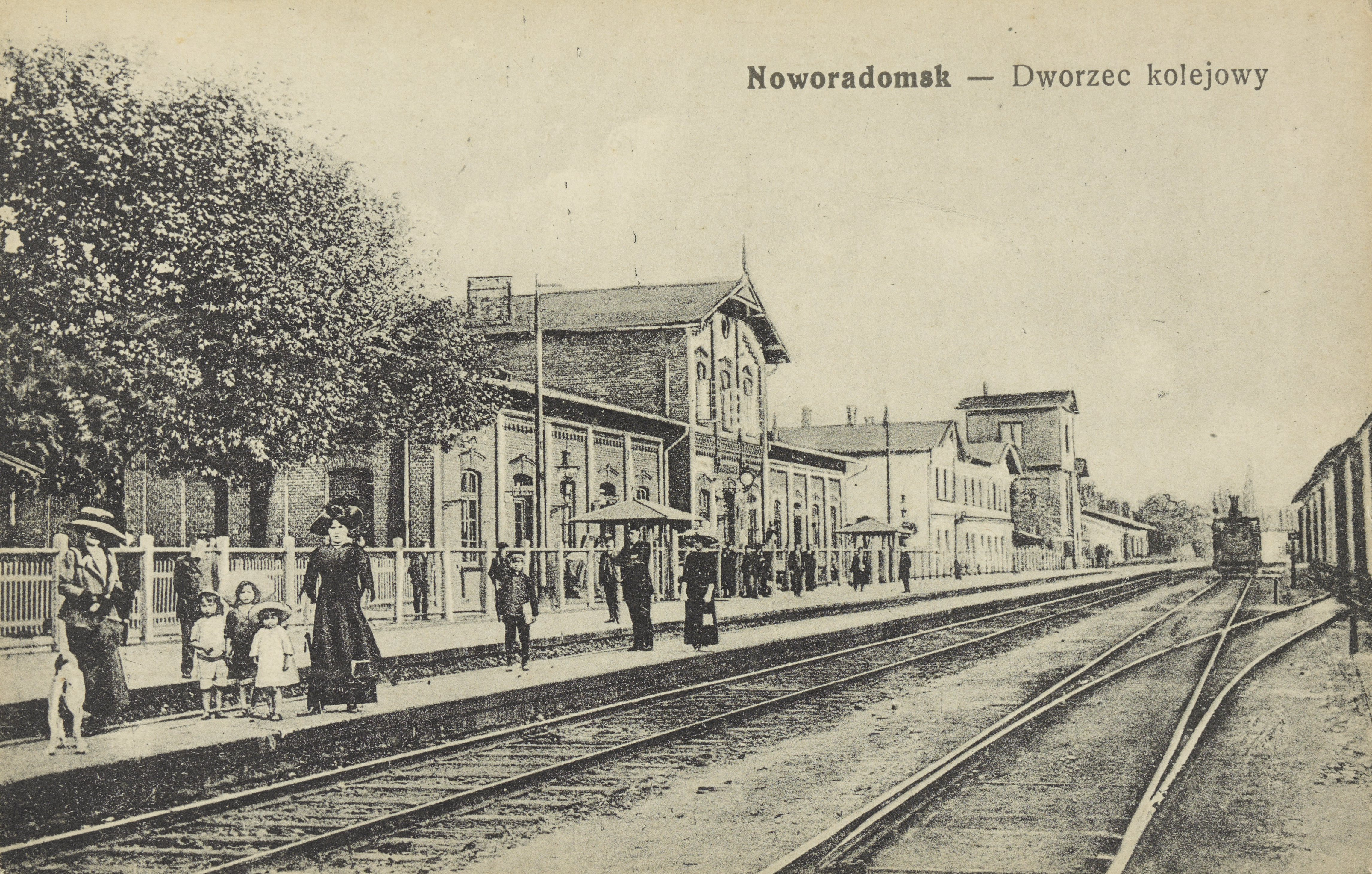
Widok dworca z około 1906
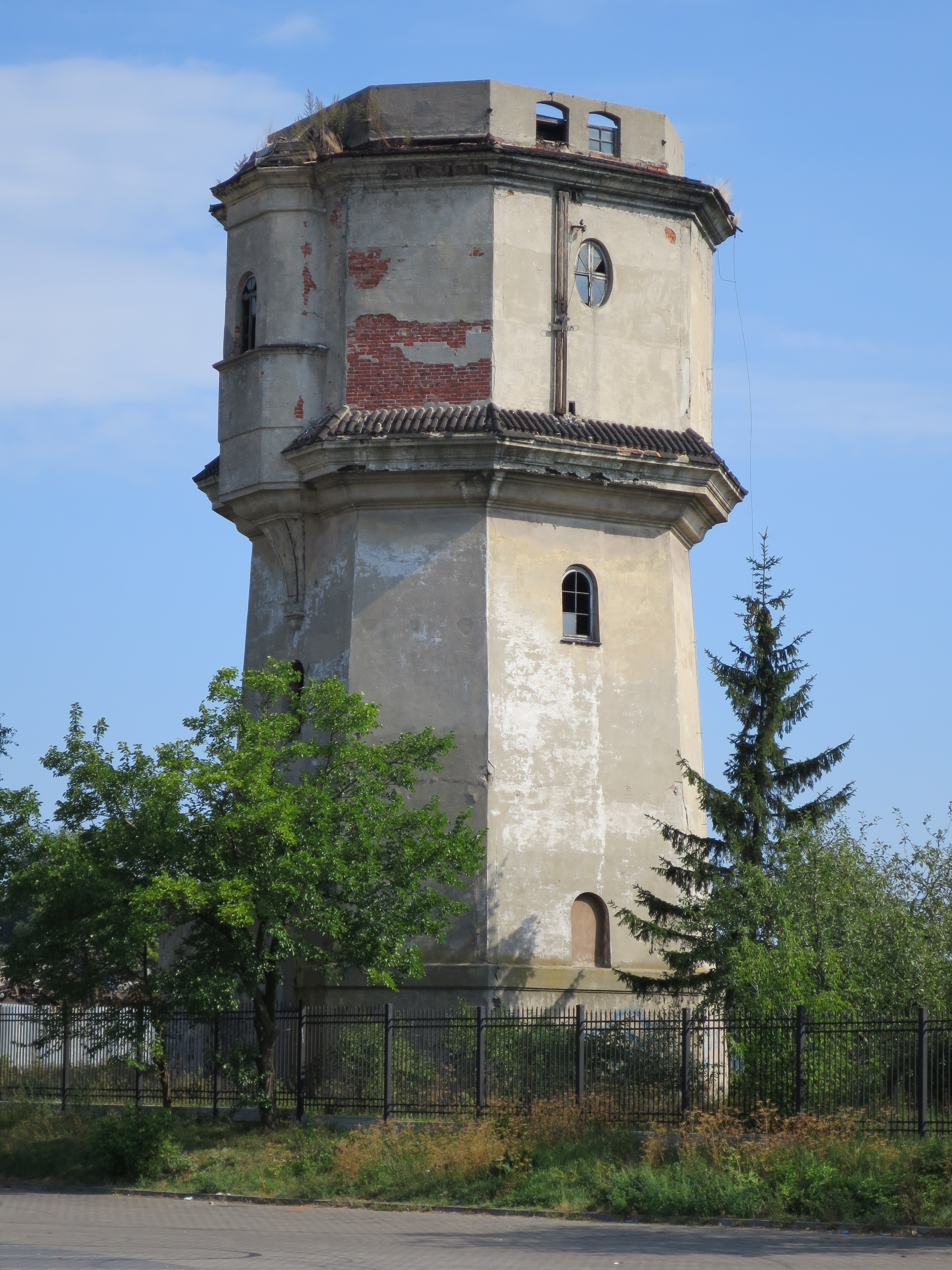
Pozostałości wieży ciśnień
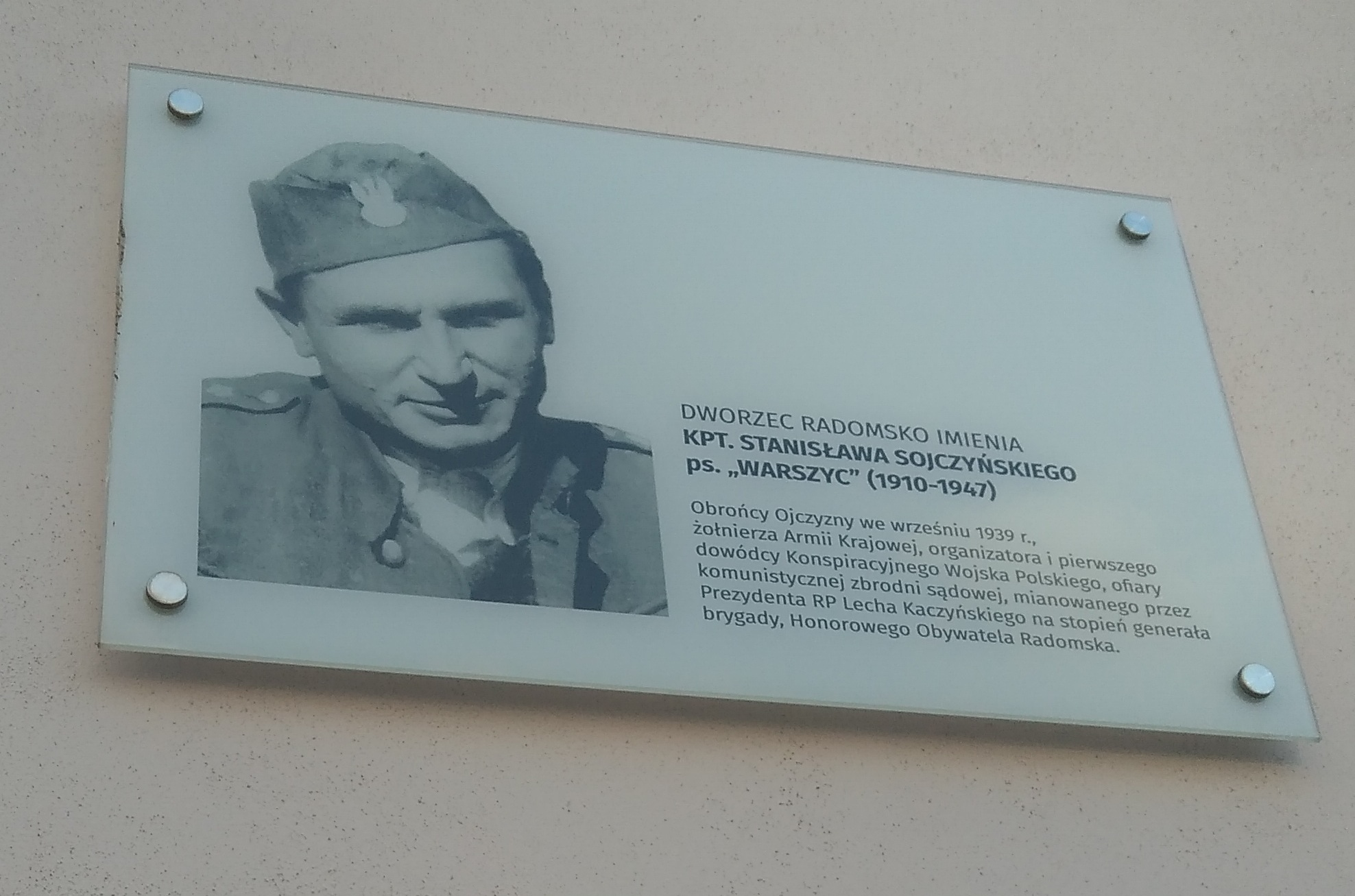
Tablica upamiętniająca patrona.